# جراد هافمن
جراد هافمن (به انگلیسی: Jared Huffman) نمایندهٔ حوزه انتخابیه دوم کالیفرنیا از حزب دموکرات ایالات متحده آمریکا در مجلس نمایندگان ایالات متحده آمریکا است که برای نخستین‌بار در ۶ ژانویه ۲۰۱۳ میلادی به‌عضویت این مجلس درآمد. او بازیکن سابق والیبال است.